# Hedda Sterne
Hedda Sterne (n. 4 august 1910, București, România – d. 8 aprilie 2011, New York City, New York, SUA) născută Hedwig Lindenberg, a fost o pictoriță americană născută în România, care a fost membră activă a Școlii de pictori din New York. Lucrarea ei este adesea asociată cu expresionismul abstract și suprarealismul.

## Biografie
Sterne s-a născut pe 4 august 1910 în București, România, într-o familie de evrei. Părinții săi sunt Eugenie (născută Wexler) și Simon Lindenberg, profesor de limbi străine.  Fratele ei mai mare și singurul frate, Edouard Lindenberg (1908-1973), va deveni un dirijor proeminent în Paris.
A fost școlită acasă, la fel ca alți copii din familii de evrei, până la vârsta de 11 ani, apoi a mers la Institutul de domnișoare „Choisy-Mangâru”, o școală privată din București.
La sfârșitul anilor 1920, Sterne a călătorit cu regularitate la Viena, unde a urmat cursuri de ceramică la Muzeul Kunsthistorisches. În 1929 s-a înscris la Universitatea din București unde a studiat istoria și filosofia artei cu diferiți intelectuali notabili, printre care Tudor Vianu, Mircea Florian și Nae Ionescu. În 1932 s-a căsătorit cu omul de afaceri Friederich (Fritz) Stern (1905-1982, cunoscut mai târziu ca Frederick (Fred) Stafford) și și-a întrerupt educația formală. În 1941, Stafford o va ajuta să imigreze în SUA.
În 1943 s-a căsătorit cu Saul Steinberg, renumit ilustrator de la The New Yorker, născut tot în România. Hedda și Saul s-au despărțit în 1960.
Vorbea engleză, franceză, germană și, desigur, română, toate fluent, și știa destul de bine italiana și spaniola.

## Activitate
În copilărie, tot ce voia să facă era să stea în casă, să deseneze și să citească. Înclinațiile artistice i-au fost remarcate de Max Herman Maxy, care a văzut-o pe Hedda desenând și i-a spus tatălui ei că ar trebui să-i ia niște lecții. Acesta a luat în serios ideea și a înscris-o la lecții particulare de desen și sculptură cu Fritz Storck – pe vremea aceea, deja profesor la Belle-Arte, o persoană foarte respectată.
Mai târziu, Hedda avea să călătorească în străinătate pentru cursuri de vară: de ceramică (la Viena) și pictură (la Paris, inclusiv în atelierul lui Fernand Léger) și, deși nu și-a finalizat studiile superioare, a urmat totuși trei ani la Universitatea din București, unde l-a avut ca profesor pe Tudor Vianu. În anii ’30, face în mod constant schițe de modă și ia în calcul o carieră în designul vestimentar. Dar în atelierul ei de la mansardă, cu lumină naturală pătrunzând prin fereastra din acoperiș, se apleacă mai mult asupra unor lucrări din alte registre: desene suprarealiste cu atmosferă de basm, colaje, peisaje urbane, studii de nuduri feminine și masculine (pentru câteva, model este primul ei soț, Fritz Stern), portrete sau autoportrete (inclusiv unele care se apropie de compoziții suprarealiste datorită focusului pe anumite părți ale corpului, precum ochii sau gura) și sculpturi „aflate în zona unei stilizări foarte geometrice, cu o fuziune spectaculoasă de stiluri și influențe – și de Brâncuși, și de Art Nouveau”, după cum le descrie curatorul Cosmin Năsui, cel care a descoperit, împreună cu soția sa, un corp semnificativ de documente și lucrări ale ei, aflate acum în patru colecții private, și care a publicat recent cartea Hedda Sterne - The Discovery of Early Years 1910-1941.
Într-o perioadă în care prezența feminină în arta românească era foarte redusă, Hedda se distinge tocmai prin aceste sculpturi: „Tudor Vianu scrie un articol în Arta și tehnica grafică despre sculptura românească din secolul al XIX-lea până în secolul al XX-lea. Începe cu Karl Storck și termină cu Hedda Sterne. E fabulos că în 1938 el o remarcă.” Contextul care a făcut posibil acest lucru e principala noutate scoasă la iveală de cercetarea întreprinsă în ultimul an de Cosmin și Oana Năsui asupra „perioadei europene” a Heddei Sterne. Pe lângă participarea la Salon des Surindépendants din Paris (1938), despre care se știa, Hedda a fost prezentă și la două Saloane Oficiale din București (1931 și 1932) și a avut o primă expoziție personală (1936), de sculptură și arte decorative, la aceeași Sală Mozart. Trei dintre sculpturile expuse atunci au supraviețuit în mod miraculos până astăzi. Cu aceste expoziții, plus recunoașterea lui Vianu, ea „era deja un artist matur când a plecat din România“, conchide Năsui.
În București lăsase tot ce lucrase până în 1941, grafică, picturi și sculpturi, dar știa că va continua să picteze în SUA și, datorită prieteniei cu Peggy Guggenheim, a început imediat să expună. Lucra în fiecare zi, iar pe mulți dintre colegii „Irascibili”, unde este singura femeie pentru poza iconică pentru ediția Life care va fi publicată în ianuarie 1951, îi cunoscuse pentru că erau reprezentați de aceeași galerie, a lui Betty Parsons.
Participă la expoziția de grup First Papers of Surrealism (1942), curatoriată de Marcel Duchamp și André Breton, și un an mai târziu are prima expoziție personală la Wakefield Gallery, a lui Betty Parsons. Cu cât petrece mai mult timp în țara care i se pare „mai suprarealistă decât orice și-ar putea imagina cineva“, cu atât se îndepărtează mai tare în arta ei de suprarealism.
În 1963, Sterne a primit o bursă Fulbright în pictură și a petrecut mai mult de un an în Veneția. Întorcându-se la New York în 1964, Sterne a reușit să evite presiunea de a-și crea un stil consistent și mai „comercial” al operelor sale de artă. Hedda simțea aversiune față de idea de a crea o „carieră” ca artist, preferând în schimb să-și urmeze propria cale de exprimare și descoperire. Lucrările ei din anii 1960 și după sunt adesea privite ca o progresie a unor serii, urmărindu-i interesele în domeniul percepției vizuale, semiotică, existențialism și meditație.
Deși Sterne a început să se izoleze din punct de vedere social de lumea artei și a dus o viață din ce în ce mai privată în anii 1960, Hedda a continuat să se implice în numeroase expoziții la galeria lui Betty Parsons, galeria CDS și altele. În 1977, prima expoziție retrospectivă a avut loc la Muzeul de Artă Montclair. În 1985, a doua retrospectivă, "Hedda Sterne: Forty Years", a avut loc la Muzeul din Queens. În noiembrie 1992, a făcut cunoștință cu distribuitorul de artă Philippe Briet și a început o prietenie durabilă ce a durat până la decesul acestuia în februarie 1997 și care a dus la mai multe proiecte. În octombrie 1994, Briet i-a făcut cunoștință Haddei cu scriitorul Michel Butor, cu care ulterior a colaborat la cartea publicată în septembrie 1995, La Révolution dans l'Arboretum. În 2006, a avut loc cea de-a treia expoziție retrospectivă „Flux neîntrerupt: Hedda Sterne, o retrospectivă” la Muzeul de artă Krannert.
Sterne a fost un artist prolific care a practicat zilnic arta pe tot parcursul carierei. A continuat să creeze în anii '80 și '90, chiar dacă a fost afectată de degenerescența maculară. În 1998 nu mai putea picta, dar a continuat să deseneze. Între 2004 și 2008, Sterne a suferit două accidente vasculare cerebrale, care i-au afectat progresiv vederea și motrica. Hedda Sterne a murit la 8 aprilie 2011, la vârsta de 100 de ani.